# Dassault Mirage 2000N/2000D
Pour un article plus général, voir Dassault Mirage 2000.
Le Mirage 2000N est une version du Mirage 2000 conçue à la fin des années 1980 pour servir dans la force de dissuasion nucléaire française. À ce titre, il a d'abord emporté le missile nucléaire ASMP puis, par la suite, sa version améliorée ASMPA au sein des Forces aériennes stratégiques.
Le Mirage 2000D, conçu au début des années 1990 sur la base du précédent, est son homologue d'attaque conventionnelle.

## Mirage 2000N
Version spécialisée dans la frappe nucléaire en service de 1988 à 2018, emportant le missile ASMP-A. La défense primordiale de l'appareil est assurée par le brouilleur électronique Caméléon, des leurres électromagnétiques et infrarouges Spirale, ainsi qu'un système d'alerte radar Serval, puis fin 1995, ils sont également dotés en urgence d'un détecteur de départ missile infrarouge Matra. Appareils stationnés à l'origine sur la base aérienne Luxeuil-Saint-Sauveur, jusqu'en 2010, et sur la base aérienne d'Istres-Le Tubé :
- Mirage 2000N K1 : version initiale, armée uniquement du missile ASMP (31 avions, par la suite portés au standard K2) ;
- Mirage 2000N K2 : version capable également d'assaut conventionnel tout temps (44 avions) ;
- Mirage 2000N K2+ : version intermédiaire modifiée en vue de l'utilisation du missile ASMP, retirée du service en 2011 ;
- Mirage 2000N K3 : version armée du missile ASMP-A ; la dernière à entrer en service (30 avions sont portés à ce standard dont 23 restaient encore en service en 2015).

Leur retrait commence le 21 juin 2018,.
Le 30 août 2018, les derniers Mirage 2000N, dont le Mirage 2000N 357 - 125-CO, ont décollé de la base d’Istres pour rejoindre l’Élément air rattaché 279 de Châteaudun. Étant donné leur mission nucléaire, ces avions ne pourront pas être revendus et ils seront « déconstruits », leurs pièces détachées étant réutilisées pour les autres Mirage 2000.
Trois sont remis à la DGA Essais en vol. Le dernier exemplaire servant à la DGA est retiré du service le 22 février 2022 et sert de banc de formation pour mécaniciens.

## Mirage 2000D
Il s'agit d'une version biplace air-sol d'assaut conventionnel tout temps spécifique à la France. Cette version est dérivée du Mirage 2000N et destinée à l'assaut conventionnel. Elle est demandée à la fin des années 1980, à la suite des retards du programme du Dassault Rafale, et initialement désignée Mirage 2000N' (à lire : "Mirage 2000N prime"). Les appareils sont stationnés sur la base aérienne de Nancy-Ochey (escadron de chasse 1/3 Navarre, escadron de chasse 2/3 Champagne et escadron de chasse 3/3 Ardennes, escadron de transformation Mirage 2000D 4/3 Argonne, tous rattachés à la 3e escadre de chasse). 78 exemplaires en service au 31 décembre 2012, 71 au 15 octobre 2015. :
- Mirage 2000D VI : dernière version du Mirage 2000D en cours de développement (2009) chez Dassault Aviation pour intégrer la liaison 16, comme pour le M2000-5F. Cette modification concernera 55 appareils.

Ce chasseur-bombardier est doté de capacités de pénétration tout temps (ses systèmes d'armes et de navigation lui permettent de voler quelles que soient les conditions climatiques et de visibilité), ainsi que d'une grande précision de navigation, qui en font le fer de lance des avions d'attaque au sol. Il est capable de mettre en œuvre toute la panoplie des armements air-sol en service dans l'Armée de l'air, de la bombe classique au missile de croisière en passant par tout l'éventail des armements à guidage laser, grâce à sa nacelle de désignation (PDLCT-S). Depuis 1999, il participe à la plupart des engagements français sur les théâtres d'opérations, dont les opérations de sécurisation de l'Afghanistan au profit des forces déployées sur le terrain. Il est capable d'emporter et d'utiliser par tous les temps tous les types d'armements conventionnels en service dans l'Armée de l'air française : Mk 82, GBU-12, GBU-16, GBU-22, GBU-49 et GBU-24A/B, ainsi que les nouveaux missiles SCALP-EG et Apache. L'armée de l'air a (récemment)[Quand ?] demandé que l'on conçoive des roquettes à guidage laser pour ce chasseur. La nouvelle configuration de l'armement de ce chasseur pourrait être deux missiles Mica, 6 GBU-12 ou AASM, ainsi qu'une vingtaine de roquettes.
Depuis janvier 2011, il est équipé de la Liaison 16. Tout comme le Mirage 2000N, il est équipé d'un radar Antilope V auquel s'ajoute un système d'autoprotection perfectionné. Le prototype du 2000D fait son premier vol le 19 février 1991 et la version est mise en service en 1993. À la suite du retrait des Mirage F1 de l'Armée de l'air, le Mirage 2000D a été choisi pour embarquer la nacelle de reconnaissance tactique ASTAC (Analyseur de Signaux TACtiques) développée par Thales. Le Mirage 2000D no 646, immatriculé 118-MQ et appartenant à l'Escadron de chasse et d'expérimentation 1/30 Côte d'Argent, est utilisé pour des essais en vol sur la base aérienne 120 de Cazaux.
Fin 2015, le comité ministériel d'investissement (CMI) du ministère de la Défense décide de procéder à la rénovation de mi-vie d'une partie de la flotte des Mirage 2000D. La direction générale de l'armement (DGA) notifie à Dassault Aviation et au missilier MBDA le marché pour rénover 55 appareils sur les 71 que compte l'armée de l'air. Cette rénovation équipe à partir de 2020 le Mirage 2000D d'une nacelle canon DEFA 30 mm nommé CC422, dont l'absence jusqu'ici était le défaut principal de cet avion, et qui est pourtant très utile lors de conflits asymétriques (cela obligeait fréquemment les Mirage 2000 D à voler en patrouille mixte avec des Mirage F1 ou 2000C, qui eux étaient dotés d'un tel canon). Pour l'auto-protection, les Mirage 2000D rénovés sont équipés de missiles air-air Mica, qui succèdent aux missiles Magic 2. Le système d'arme est modernisé, pour mettre en place une architecture ouverte acceptant de nouveaux systèmes d'armes.
Le premier Mirage 2000D rénové est remis le 7 janvier 2021 au Centre d’expertise aérienne militaire qui doit le tester. L’ambition est de pouvoir le déployer en 2022, après une période d’appropriation au sein des unités de la 3e escadre de chasse.
Cette rénovation des Mirage 2000D doit leur permettre de rester en service jusqu'à bien après 2030,,.

## Pertes et accidents
Un Mirage 2000N K2 de l'escadron de chasse 2/3 Champagne basé sur la base aérienne 133 Nancy-Ochey est abattu le 30 août 1995 par un missile sol-air, après avoir largué trois bombes sur un dépôt de munitions bosno-serbe dans la région de Pale quelques heures après le déclenchement de la campagne de bombardement de la Bosnie-Herzégovine par l'OTAN en 1995.
Les deux membres d'équipage, le capitaine Frédéric Chiffot et le lieutenant José Souvignet, 28 ans tous les deux, s'éjectent, mais se cassent chacun une jambe et sont arrêtés par les forces serbes de Bosnie. Les deux hommes sont libérés 104 jours plus tard.
Le 24 mai 2011, un Mirage 2000D de la base aérienne de Nancy s'est écrasé en Afghanistan, à 100km à l'ouest de Farah, lors d'une mission d'appui au sol de militaires italiens pris à partie par des insurgés. Le pilote et le navigateur se sont éjectés et ont été récupérés par un hélicoptère de l'armée américaine qui les a déposés à la base avancée italienne de Farah avant d'être ramenés à Kandahar. Le Mirage F1CR qui l'accompagnait a survolé la zone de l’éjection pour garder le contact avec les aviateurs jusqu'à l'arrivée des américains,,
Le jeudi 28 septembre 2017 à 7 h 56, un Mirage 2000N K3 sort de la piste au décollage de l'aéroport international de N'Djaména. Les deux pilotes s'éjectent et sont légèrement blessés. L'aéronef est détruit
Le mercredi 9 janvier 2019 vers 11 h, un Mirage 2000D disparaît des radars ; après 24 heures de recherches sur la zone du crash à Mignovillard dans le département du Jura, le décès des deux militaires de l'armée française qui s'entraînaient à son bord est confirmé.
Le 20 juillet 2021, un Mirage 2000D opérant au Mali dans le cadre de l’opération Barkhane s’écrase dans la région de Mopti à la suite d’une avarie, sans dommage pour l’équipage qui a pu s’éjecter,.

## En bande dessinée
Dans la bande dessinée Les Chevaliers du Ciel Tanguy et Laverdure, tome 6 et 7 (Diamants de sable et Sabre du Désert), les deux protagonistes utilisent des Mirage 2000N pour leur mission au royaume de Dahman (allié français fictif au Moyen-Orient).

## Avions préservés
Au 17 février 2023, 24 Mirage 2000N (dont 2 partiels) et 4 Mirage 2000D sont conservés.
| Numéro | Version     | Numéro de série | Année de construction | Mise en service | Retrait         | Dernière immatriculation de service | Dernière unité opérée | Propriétaire et lieu de préservation |
| ------ | ----------- | --------------- | --------------------- | --------------- | --------------- | ----------------------------------- | --------------------- | --- |
| 301    | 2000-N      | /               | 1983                  | 3 février 1983  | 2022            | 301 (F-ZJTS)                        | DGA                   | Pot de fleur à la BA120. |
| 303    | 2000-N      | 156             | 1986                  | Juin 1987       | 27 mars 2009    | 303 (F-ZABD)                        | CEV                   | Cockpit préservé à Essay, près de Nancy, le reste de l'avion a été ferraillé.                                                                                           |
| 304    | 2000-N      | /               | 1986                  | 1er avril 1988  | 2012            | 116-CA (F-ULCA)                     | EC 2/4 Lafayette      | Stocké à la BA113 de Saint-Dizier en vue d'une exposition statique. |
| 305    | 2000-N      | /               | 1986                  | 1er avril 1988  | 2013            | 4-CS (F-ULCS)                       | EC 3/4 Limousin       | Exposé au musée de l'aviation de Mérignac. |
| 306    | 2000-N      | /               | 1986                  | 1er avril 1988  | 2011            | 116-BL (F-ULBL)                     | EC 2/4 Lafayette      | Préservé à Nancy. |
| 307    | 2000-N      | 185             | 1986                  | 1er avril 1988  | 2010            | 116-CH (F-ULCH)                     | EC 2/4 Lafayette      | Exposé au musée de la BA271 de Saint-Jacques-de-la-Lande près de Rennes.                                                                                                |
| 310    | 2000-N      | 194             | 1986                  | 1er avril 1988  | 2012            | 116-BE (F-ULBE)                     | EC 2/4 Lafayette      | Pot de fleur à la BA107 de Vélizy-Villacoublay. |
| 312    | 2000-N      | 198             | 1987                  | 1er avril 1988  | 2011            | 116-CN (F-ULCN)                     | EC 1/4 Dauphiné       | Cellule d'instruction au sol à la BA721 de Saint-Agnant près de Rochefort.                                                                                              |
| 316    | 2000-N      | 209             | 1987                  | 1er avril 1988  | 2011            | 116-AU (F-ULAU)                     | EC 2/4 Lafayette      | (Livrée spéciale Escadrille "La Fayette" 1916-2011) réalisée par Régis Rocca, est préservé à la BA113 de Saint-Dizier.                                                  |
| 322    | 2000-N      | /               | 1987                  | 1er avril 1988  | 2012            | 116-CP (F-ULCP)                     | EC 3/4 Limousin       | Exposé depuis octobre 2020 au musée de la BA118 de Mont-de-Marsan. |
| 323    | 2000-N      | 230             | 1987                  | 1er avril 1988  | 2011            | 116-AN (F-ULAN)                     | EC 2/4 Lafayette      | Cellule d'instruction au sol à la BA721 de Saint-Agnant près de Rochefort.                                                                                              |
| 326    | 2000-N      | /               | 1988                  | 1er avril 1988  | 2009            | 4-AS (F-ULAS)                       | EC 1/4 Dauphiné       | Pot de fleur à l'entrée de l'ENSMA de Biard près de Poitiers. |
| 329    | 2000-N      | /               | 1988                  | 1988            | 2013            | 116-BH (F-ULBH)                     | EC 2/4 Lafayette      | Pot de fleur à la BA116 de Saint-Sauveur près de Luxeuil. |
| 336    | 2000-N      | 263             | 1989                  | 1989            | 2012            | 116-BI (F-ULBI)                     | EC 2/4 Lafayette      | Préservé par les Ailes Anciennes Toulouse à Blagnac. |
| 337    | 2000-N      | /               | 1989                  | 1989            | 2018            | 116-BF (F-ULBF)                     | EC 2/4 Lafayette      | Musée CANOPEE à Châteaudun. |
| 339    | 2000-N      | 275             | 1989                  | 1989            | 2012            | 116-AD (F-ULAD)                     | EC 2/4 Lafayette      | Exposé au pôle aéronautique d'Avord. |
| 343    | 2000-N      | 275             | 1989                  | 1989            | 2012            | 116-AH (F-ULAH)                     | EC 2/4 Lafayette      | Stocké depuis 2021 en vue d'une exposition statique sur la BA133 de Nancy-Ochey.                                                                                        |
| 344    | 2000-N      | 291             | 1989                  | 1989            | 2012            | 116-BV (F-ULBV)                     | EC 2/4 Lafayette      | Préservé à la BA278 d'Ambérieu-en-Bugey avec son ancien code 4-BV. |
| 349    | 2000-N      | 306             | 1990                  | 1990            | 2011            | 116-BM (F-ULBM)                     | EC 2/4 Lafayette      | Exposé au musée de la 5e escadre de chasse à Orange. |
| 353    | 2000-N (K3) | 315             | 1990                  | 1990            | 2016            | 125-AM (F-ULAM)                     | EC 2/4 Lafayette      | (Livrée spéciale "La Fayette 100 Years") réalisée par Régis Rocca est exposé comme pot de fleur à la BA125 au lieu dit du Tubé à Istres.                                |
| 356    | 2000-N (K3) | 326             | 1990                  | 1990            | 22 février 2022 | 356                                 | DGA                   | Dernier Mirage 2000N en activité, utilisé au sol pour l'instruction des mécaniciens sur la base aérienne 133.                                                           |
| 365    | 2000-N (K3) | 357             | 1991                  | 1991            | 2017            | 3-JN (F-UGJN)                       | EC 2/3 Champagne      | Cockpit repeint en livrée désert et utilisé comme outil pédagogique à la BA116 de Saint-Sauveur près de Luxeuil, le reste de l'avion a été ferraillé.                   |
| 367    | 2000-N (K3) | 362             | 1991                  | 1991            | 2017            | 125-AW (F-ULAW)                     | EC 2/4 Lafayette      | Cellule d'instruction au sol à la BA721 de Saint-Agnant près de Rochefort.                                                                                              |
| 368    | 2000-N      | 364             | 1991                  | 1991            | 2018            | 125-AR (F-ULAR)                     | EC 2/4 Lafayette      | (Livré spéciale "50 ans des FAS") réalisée par Régis Rocca est exposé comme Pot de fleur à l'entrée de la BA125 au lieu dit du Tubé à Istres depuis le 21 juillet 2021. |
| D01    | 2000-D      | /               | 1991                  | 19 février 1991 | 2012            | D01                                 | CEV                   | Stocké à Bruz (anciennement utilisé comme cellule d'instruction). |
| D02    | 2000-D      | /               | 1992                  | 1992            | 2012            | D02 (F-ZWVH)                        | CEV                   | Préservé à la BA125 au lieu dit du Tubé à Istres. |
| 618    | 2000-D      | 417             | 1995                  | 1995            | 2021            | 3-XC (F-UGXC)                       | EC 3/3 Ardennes       | Utilisé pour d'instruction au sol à la BA133 de Nancy-Ochey depuis mai 2022.                                                                                            |
| 620    | 2000-D      | 420             | 1995                  | 1995            | 2021            | 3-IU (F-UGIU)                       | EC 1/3 Navarre        | Utilisé pour d'instruction au sol à la BA133 de Nancy-Ochey depuis mai 2022.                                                                                            |